# 스바하
스바하(산스크리트어: स्वाहा)는 힌두 신화에 등장하는 불의 신 아그니의 아내이다. 동시에 인도계 종교에서 어떠한 주문을 외운 다음에 '이루어지게 하옵소서'라는 뜻으로 사용하는 단어이기도 하다.

## 신화
푸라나 경전에 따르면 스바하는 다크샤의 딸이었다. 그녀는 불의 신 아그니를 짝사랑하고 있었는데, 어느 날 아그니가 샤프타리쉬들의 희생 의식을 관장할 때 샤프타리쉬들의 아내들을 황홀하게 쳐다보는 것을 본 스바하는 샤프타리쉬들의 아내 중 한 명으로 위장하여 아그니에게 접근하였으며, 이후 아그니는 스바하와 사랑에 빠진 후 결혼하였다고 한다.